# Gustav Regelmann
Gustav Regelmann (* 10. September 1880 in Gerabronn; † 24. Februar 1947 in  Rottweil) war ein württembergischer Oberamtmann und Landrat.

## Leben
Gustav Regelmann studierte Jura in Tübingen, 1902 legte er die erste und 1904 die zweite Staatsprüfung ab. Ab 1898 war er Mitglied der Studentenverbindung Tübinger Königsgesellschaft Roigel. 1904 trat er in die württembergische Innenverwaltung ein, 1910 wurde er Amtmann beim Oberamt Urach. 1921 wechselte er als Oberamtmann und Amtsvorstand zum Oberamt Rottweil. 1928 erhielt er die Amtsbezeichnung Landrat. 1933 trat er der NSDAP bei. 1940 ging er als Oberregierungsrat und Berichterstatter ins Innenministerium nach Stuttgart. Ab 1943 war er krankheitsbedingt dienstunfähig, 1946 trat er in den Ruhestand.